# Лейва, Фатима
Фатима Лейва Моран (исп. Fátima Leyva Morán; род. 14 февраля 1980, Мехико) — мексиканская футболистка, полузащитница. Выступала за сборную Мексики.

## Биография
В первой половине карьеры выступала за клубы чемпионата Мексики, в том числе за «Лагуна де Истакалько». В 2005—2009 годах играла в американской любительской W-лиге за «Индиану», была её капитаном.
В 2010 году перешла в российский клуб «Звезда-2005» (Пермь), который возглавлял бывший тренер «Индианы» Шек Борковски. Стала бронзовым призёром чемпионата России 2010 года. Затем в течение полутора сезонов играла за другой российский клуб — «Зоркий» (Красногорск). В сезоне 2011/12 стала вице-чемпионкой России, а в споре бомбардиров разделила второе место с 13 голами, из них 7 забила с пенальти. Финалистка Кубка России 2012 года. В сезоне 2012/13 «Зоркий» завоевал золотые награды чемпионата, однако спортсменка во время зимнего перерыва покинула команду. В составе обоих российских клубов принимала участие в матчах женской Лиги чемпионов.
После отъезда из России несколько лет не выступала в профессиональных соревнованиях. В 2016 году подписала контракт с американским полупрофессиональным клубом «Мичиган Чилл», проводившим дебютный сезон в лиге WPSL, получила капитанскую повязку, но летом того же года завершила карьеру.
Много лет выступала за сборную Мексики, была её капитаном. Участница чемпионата мира 1999 года (3 матча), Олимпийских игр 2004 года (3 матча), бронзовый призёр Золотого кубка КОНКАКАФ 2002 года (4 матча, 1 гол) и 2006 года (3 матча, 2 гола). Также участвовала в Панамериканских играх (1999, 2003) и других турнирах.
Ещё во время игровой карьеры работала телекомментатором на футбольных трансляциях, в частности во время мужского чемпионата мира 2006 года. После завершения карьеры занимала различные посты в Федерации футбола Мексики и сотрудничала с правительственными программами по развитию спорта, была спортивным директором различных клубов («Тихуана», «Чьяпас и Герреро», «Толука», «Сан-Матиас»).